# Pukch’ŏng
Pukch’ŏng (kor. 북청군, Pukch’ŏng-gun) – powiat w Korei Północnej, w prowincji Hamgyŏng Południowy. W 2008 roku liczył 161 886 mieszkańców. Graniczy z powiatami Tŏksŏng i Riwŏn od północy i wschodu, Hongwŏn od zachodu, a także z miastem Sinp’o oraz regionem Kŭmho od południa. Przez powiat przebiega najdłuższa w kraju 819-kilometrowa linia P’yŏngna, łącząca stolicę Korei Północnej, Pjongjang ze znajdującą się w północno-wschodniej części kraju specjalną strefą ekonomiczną Rasŏn, a także 61-kilometrowa linia kolejowa Tŏksŏng, łącząca stacje Sinpukch’ŏng (powiat Pukch’ŏng) i Sangni (powiat Tŏksŏng).

## Historia
Przed wyzwoleniem Korei spod okupacji japońskiej powiat składał się z 3 miasteczek (kor. ŭp), 13 miejscowości (kor. myŏn) oraz 124 wsi (kor. ri). W obecnej formie powstał w wyniku gruntownej reformy podziału administracyjnego w grudniu 1952 roku. W jego skład weszły wówczas tereny należące wcześniej do miejscowości Pukch’ŏng, Kahoe, Huch'ang, Sokhu (1 wieś), Sinpukch’ŏng (5 wsi), a także część wsi Dongjangnae (miejscowość Tŏksŏng). Pierwotnie powiat Pukch’ŏng składał się z jednego miasteczka (Pukch’ŏng-ŭp) oraz 18 wsi (kor. ri). W styczniu 1974 roku do powiatu przyłączono część rozwiązanego wówczas powiatu Sinch'ang.

## Podział administracyjny powiatu
W skład powiatu wchodzą następujące jednostki administracyjne:
| Nazwa jednostki administracyjnej | Rodzaj jednostki administracyjnej | Chosŏn’gŭl     | Hancha         |
| -------------------------------- | --------------------------------- | -------------- | -------------- |
| Pukch’ŏng-ŭp                     | miasteczko                        | 북청읍         | 北靑邑         |
| Sinbukch'ŏng-rodongjagu          | dzielnica robotnicza              | 신북청로동자구 | 新北靑勞動者區 |
| Sinch'ang-rodongjagu             | dzielnica robotnicza              | 신창로동자구   | 新昌勞動者區   |
| Sŏ-ri                            | wieś                              | 서리           | 西里           |
| Juksang-ri                       | wieś                              | 죽상리         | 竹上里         |
| Jungp'yŏng-ri                    | wieś                              | 중평리         | 仲坪里         |
| Ch'ŏnghŭng-ri                    | wieś                              | 청흥리         | 靑興里         |
| Janghang-ri                      | wieś                              | 장항리         | 獐項里         |
| Ryangga-ri                       | wieś                              | 량가리         | 良家里         |
| Anggok-ri                        | wieś                              | 안곡리         | 安谷里         |
| Sinsang-ri                       | wieś                              | 신상리         | 新上里         |
| Ryongjŏn-ri                      | wieś                              | 룡전리         | 龍田里         |
| Tang'u-ri                        | wieś                              | 당우리         | 唐隅里         |
| Jiman-ri                         | wieś                              | 지만리         | 芝滿里         |
| Mundong-ri                       | wieś                              | 문동리         | 文洞里         |
| Pudong-ri                        | wieś                              | 부동리         | 富洞里         |
| O'p'yŏng-ri                      | wieś                              | 오평리         | 梧坪里         |
| Jongsan-ri                       | wieś                              | 종산리         | 鍾山里         |
| Ch'o-ri                          | wieś                              | 초리           | 初里           |
| Masan-ri                         | wieś                              | 마산리         | 馬山里         |
| Jung-ri                          | wieś                              | 중리           | 中里           |
| Pongŭi-ri                        | wieś                              | 봉의리         | 鳳儀里         |
| Rahŭng-ri                        | wieś                              | 라흥리         | 羅興里         |
| Rahadae-ri                       | wieś                              | 라하대리       | 羅下坮里       |
| Manch'un-ri                      | wieś                              | 만춘리         | 晩春里         |
| Tŏkŭm-ri                         | wieś                              | 덕음리         | 德音里         |
| Yesŭng-ri                        | wieś                              | 예승리         | 藝昇里         |
| Ch'ŏnghae-ri                     | wieś                              | 청해리         | 靑海里         |
| T'osŏng-ri                       | wieś                              | 토성리         | 土城里         |
| Kyŏng'andae-ri                   | wieś                              | 경안대리       | 景安坮里       |
| Yangch'ŏndong-ri                 | wieś                              | 양천동리       | 楊川東里       |
| Yangch'ŏnsŏ-ri                   | wieś                              | 양천서리       | 楊川西里       |
| Tongdo-ri                        | wieś                              | 동도리         | 東島里         |
| Haho-ri                          | wieś                              | 하호리         | 荷湖里         |
| Poch’ŏn-ri                       | wieś                              | 보천리         | 寶泉里         |
| P’yŏng-ri                        | wieś                              | 평리           | 坪里           |
| Hasedong-ri                      | wieś                              | 하세동리       | 下細洞里       |
| Sangsedong-ri                    | wieś                              | 상세동리       | 上細洞里       |
| Sangripsŏk-ri                    | wieś                              | 상립석리       | 上立石里       |
| Pansong-ri                       | wieś                              | 반송리         | 盤松里         |
| Gŏnja-ri                         | wieś                              | 건자리         | 乾自里         |